# Capella Speciosa

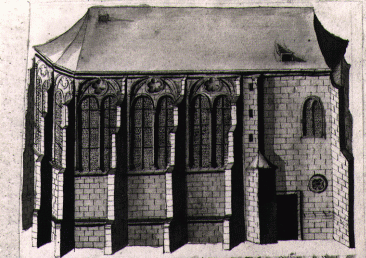
Außenansicht vor der Zerstörung 1799

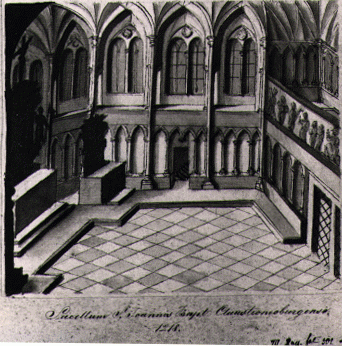
Innenansicht vor der Zerstörung 1799

Die Capella Speciosa (auch: Speziosa; wörtlich: die schöne bzw. wohlgestaltete Kapelle bzw. Capella Pulchra oder Capella Marmorea genannt) befand sich in Klosterneuburg, Niederösterreich, auf dem Gelände des Stifts etwas südlich der Stiftskirche und gilt als eines der ältesten Bauwerke der Gotik in Österreich.
Die Kapelle entstand im Zuge der ab 1198 stattfindenden Errichtung einer Pfalzanlage Herzog Leopolds VI. und diente als Palastkapelle. Sie wurde über einem  romanischen Vorgängerbau durch burgundische Handwerker in den damals fortschrittlichsten Formen der französischen Kathedralgotik errichtet und 1222 geweiht. Es handelte sich um einen einschiffigen, zweijochigen Saalbau mit polygonalem Schluss, der zum Teil mit rotem und weißem Marmor ausgekleidet war.
1339 ging der Bau als landesfürstliche Schenkung in den Besitz des Stiftes Klosterneuburg über. 1787 fiel er allerdings dem Josephinismus zum Opfer und wurde zunächst entweiht und 1799 abgetragen. Teile der Kapelle wurden beim Bau der Laxenburger Franzensburg wiederverwendet. Die gotische Sandsteinkanzel mit einer Maßwerkbrüstung aus dem beginnenden 14. Jahrhundert wurde 1928 in die Filialkirche St. Wolfgang in Kirchberg am Wechsel übertragen. Einige Glasmalereien, die Leopold VI., den auferstehenden Christus und Markgräfin Agnes zeigen, gelangten erst nach Laxenburg und sind heute Teil des Laxenburger Fensters in der Steyrer Stadtpfarrkirche. Im Stiftsmuseum haben sich darüber hinaus noch einige Holzfiguren aus der zweiten Hälfte des 14. Jahrhunderts erhalten, die Christus und die Apostel darstellen und mit ziemlicher Sicherheit ursprünglich an der Empore der Capella Speciosa angebracht gewesen sein dürften.

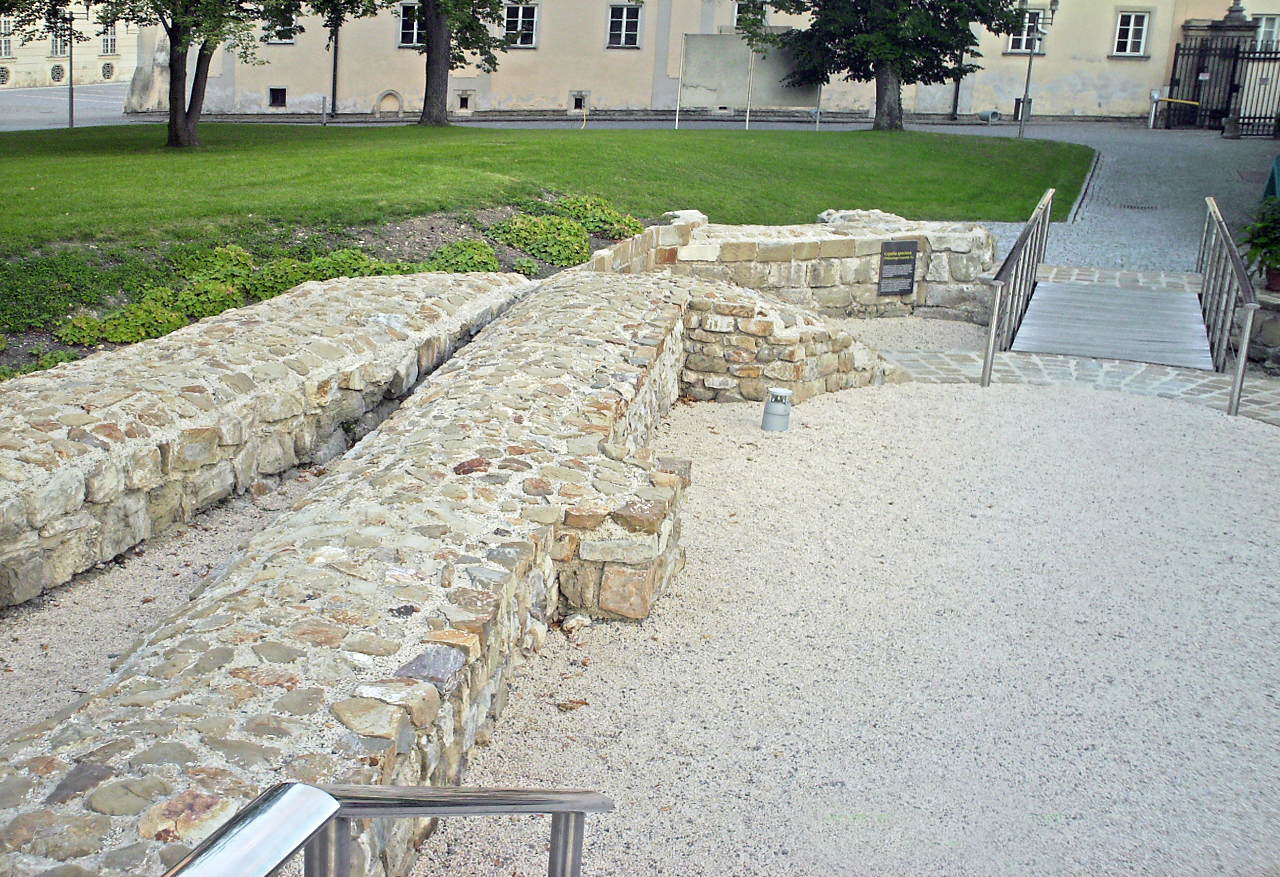
Freigelegte Fundamente der Capella Speciosa

Bereits 1953 wurden die Grundmauern der Kapelle freigelegt und dokumentiert, danach aber wieder zugeschüttet. Im Sommer 2005 wurden die Fundamente im Rahmen von Nachgrabungen des Bundesdenkmalamts abermals freigelegt und seit dem 6. Mai 2006 am Stiftsplatz der Öffentlichkeit zugänglich gemacht.
In den Jahren 1993 bis 1995 hat ein Team der Technischen Universität Wien (Mario Schwarz, Andreas Voigt, Hans-Peter Walchhofer und Elmar Schmidinger) die Capella Speciosa computerunterstützt rekonstruiert.